# Remetea, Alba
Remetea este un sat în comuna Meteș din județul Alba, Transilvania, România. La recensământul din 2011 avea o populație de 17 locuitori.